# 平方メートル毎秒
平方メートル毎秒（へいほうメートルまいびょう、記号: m2/s）は、国際単位系(SI)における動粘度または比角運動量の単位である。記号は、m2/s のほか、m2·s−1 や m2s−1 とも書かれる。
「平方メートル毎秒」という単位名称であるが、いずれも  L 2 T −1 の次元を持つためにこのような名称になっただけであり、「時間当たりの面積」を表すものではない。

## 動粘度
動粘度は、粘度を密度で除したものである。粘度は M L −1 T −1 、密度はM L −3 の次元を持つので、動粘度の次元は L 2 T −1 となる。
CGS単位系における動粘度の単位 cm2/s にはストークスという固有の名称があったが、SIの動粘度の単位には固有の名称はない。

## 比角運動量
比角運動量は、単位質量当たりの角運動量である。角運動量は M L 2 T −1 の次元を持つので、比角運動量の次元は L 2 T −1 となる。